# Псі Андромеди
Псі Андромеди (ψ Андромеди) — потрійна зоряна система має позначення Байєра розташована в північному сузір’ї Андромеди. Сукупна видима візуальна величина цієї системи становить 4,95. Згідно з вимірюваннями паралакса, знаходиться приблизно за 2000 світлових років (610 парсек) від Землі.
Основний компонент має зоряну класифікацію G5 Ib, що відповідає спектру еволюційної зірки надгіганта. Утворює пару із зіркою типу B9 з невідомим класом світності на відстані 0,28 кутової секунди. Третій компонент має відстань 0,14 кутової секунди. Деталі орбітального розташування залишаються невідомими.